# Atrophaneura hageni
Atrophaneura hageni är en fjärilsart som först beskrevs av Alois Friedrich Rogenhofer 1889.  Atrophaneura hageni ingår i släktet Atrophaneura och familjen riddarfjärilar. Inga underarter finns listade i Catalogue of Life.